# وادي كاغيان
وادي كاغيان هي منطقة في الفلبين، تقع في لوزون، بلغ عدد سكانها 3,229,163 نسمة وذلك حسب إحصائيات سنة 2010، عاصمتها تيغيغيوراو، تبلغ مساحتها 28,228.83 كيلومتر مربع.

## معرض صور

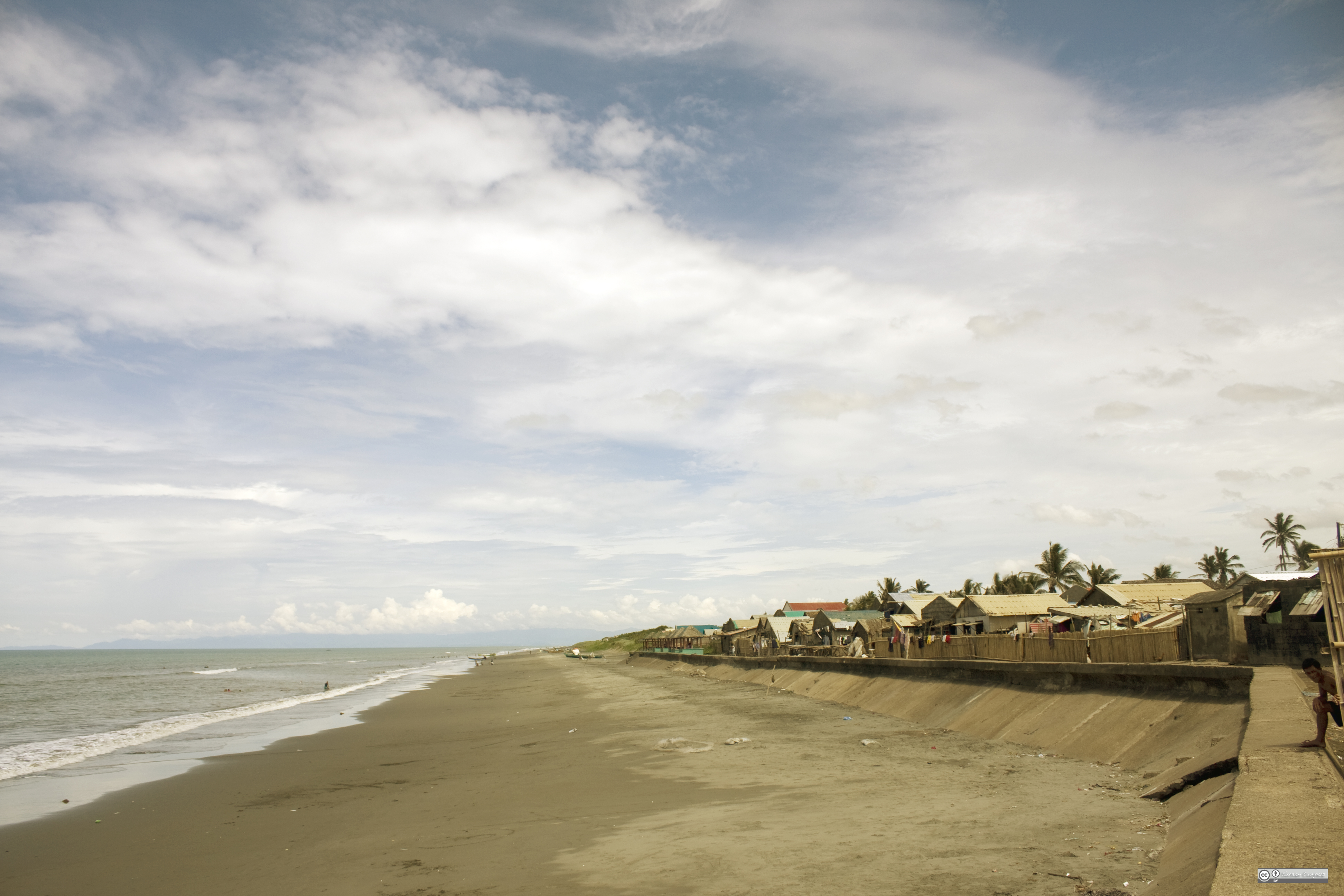
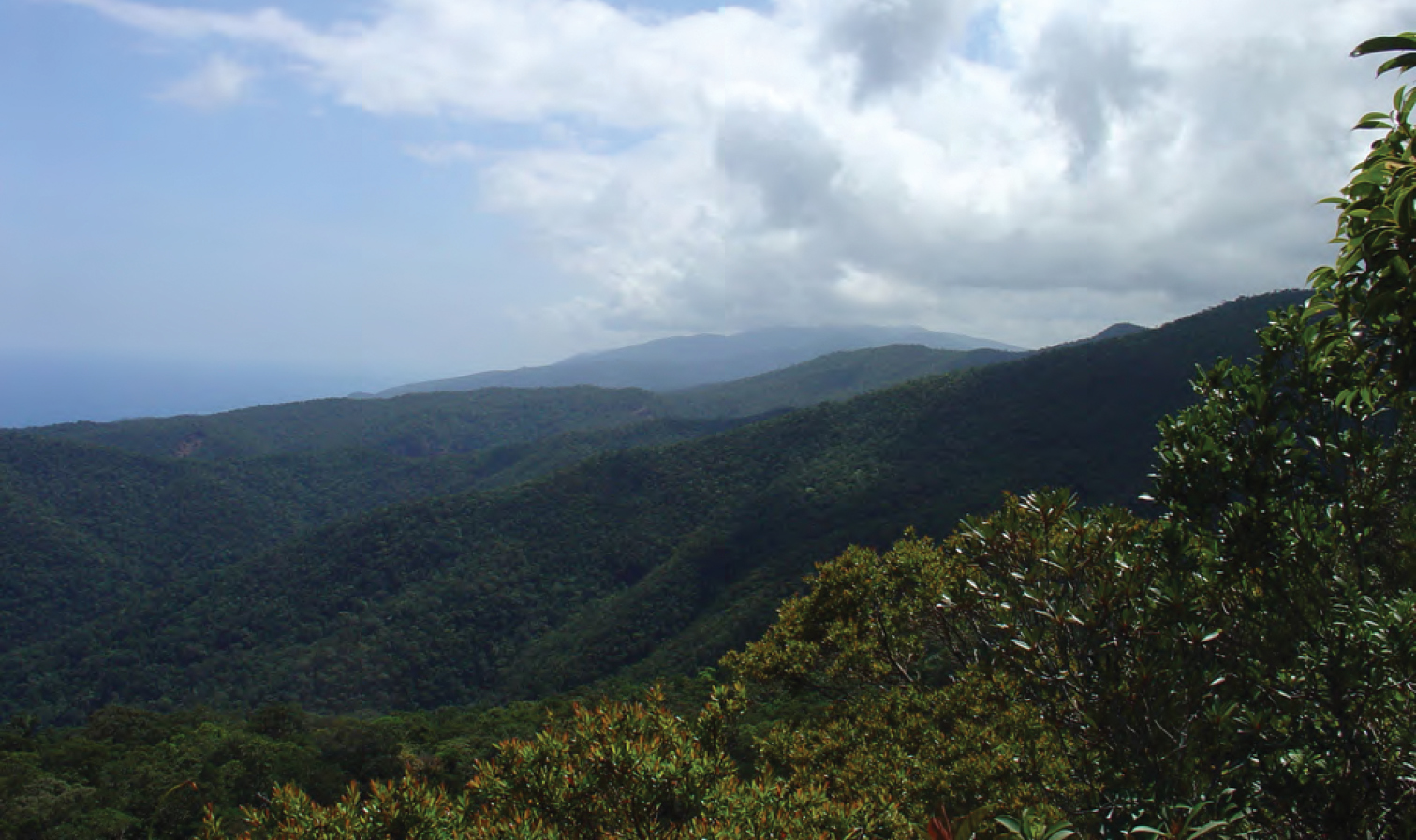
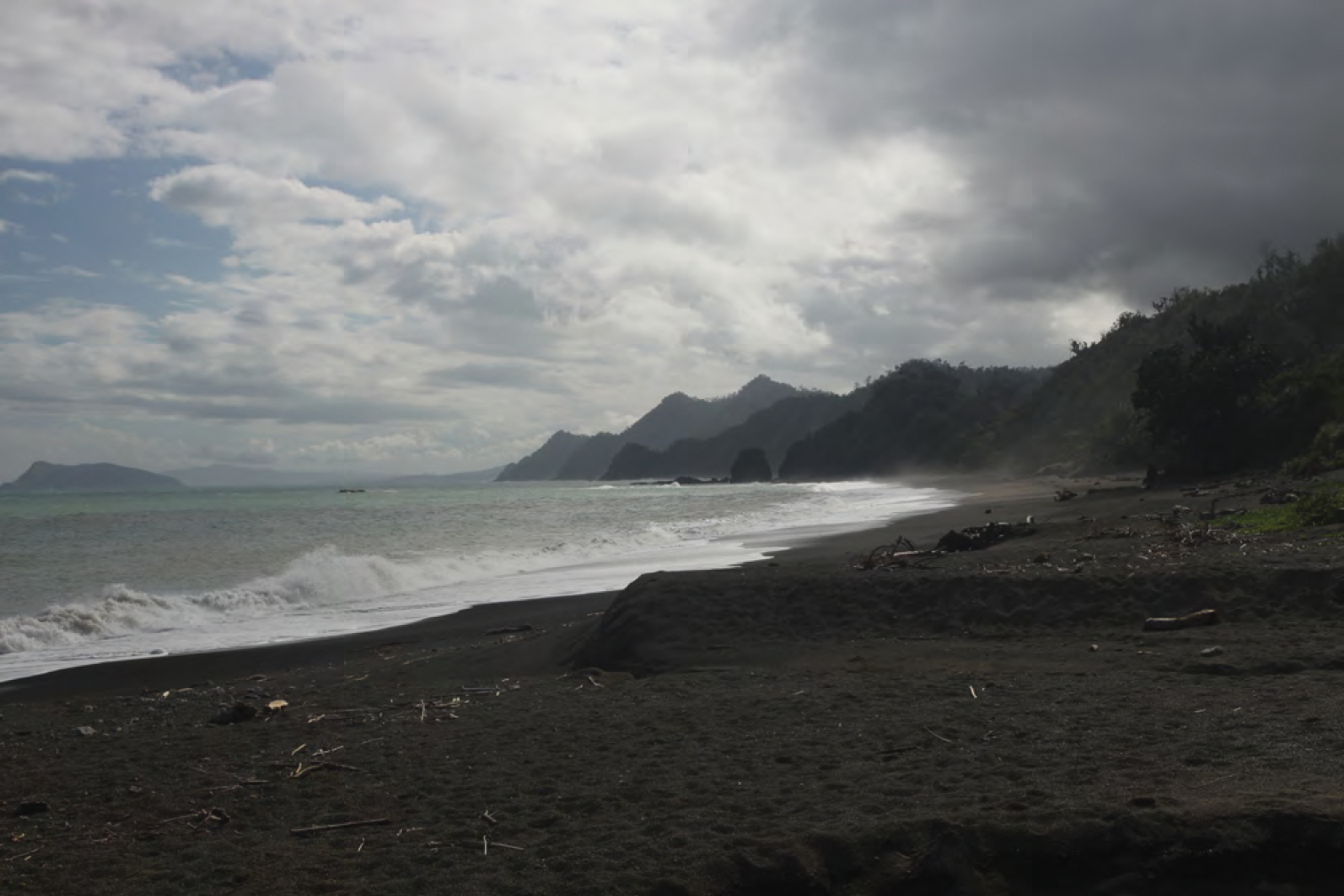
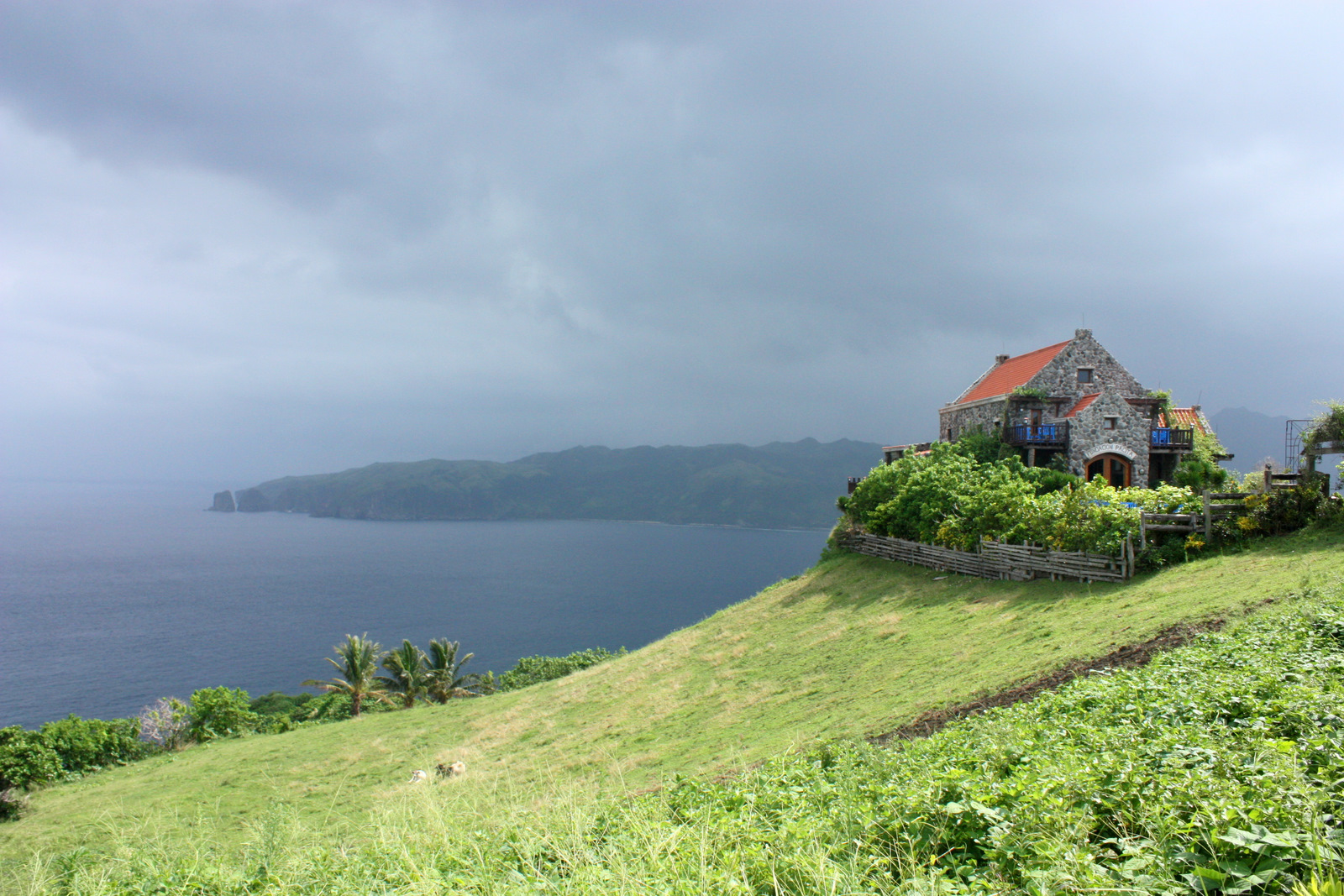
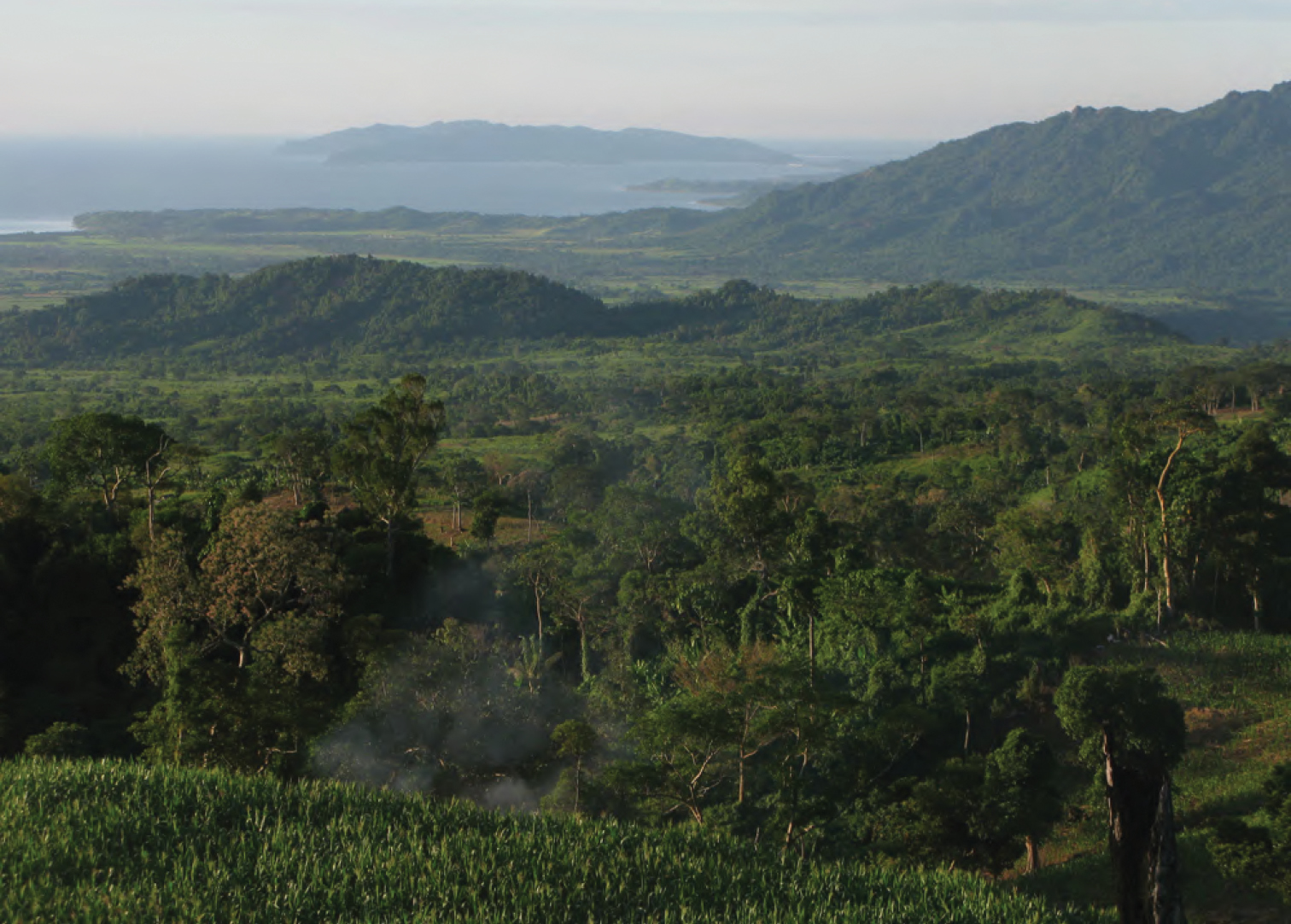
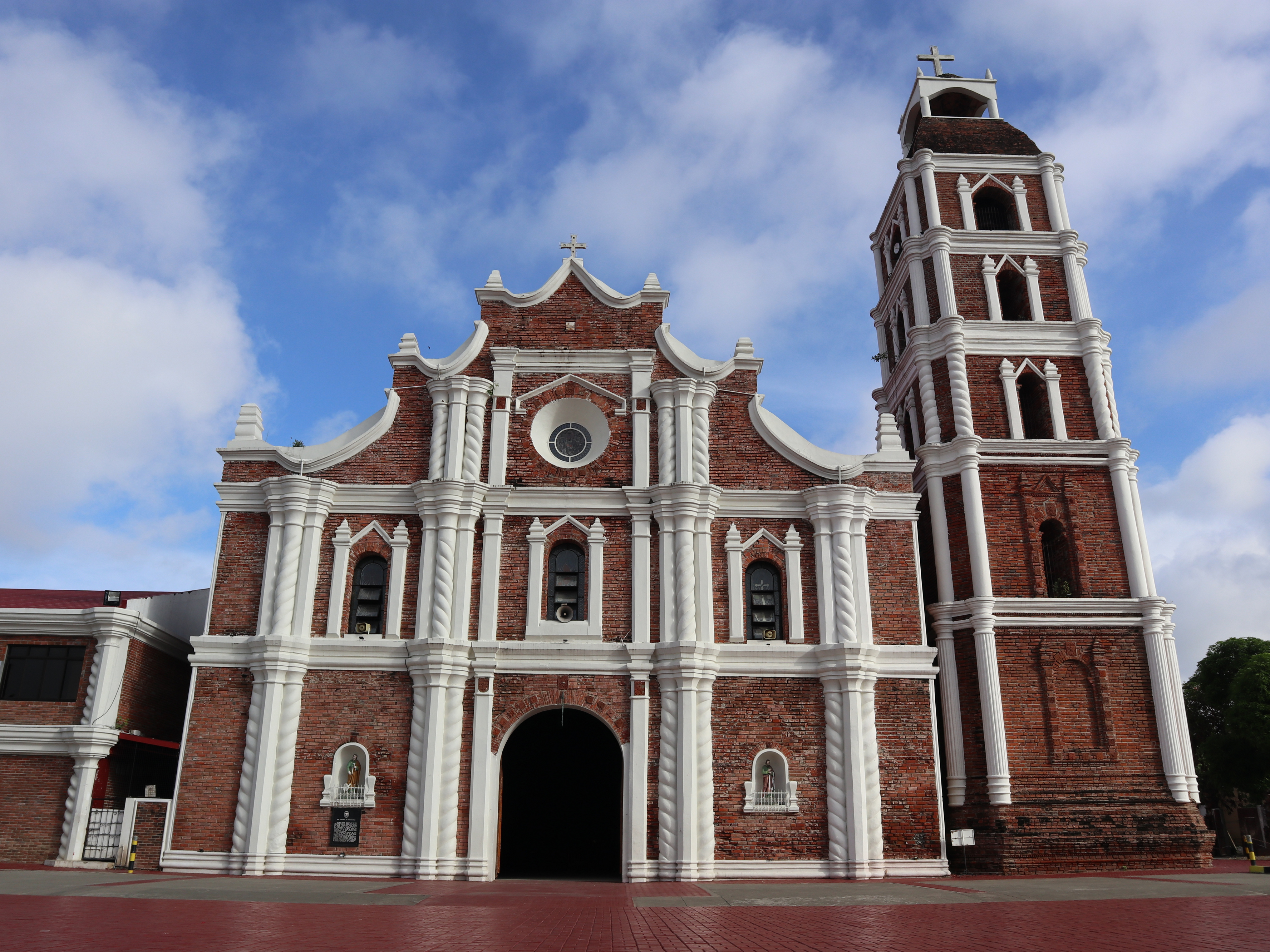

## التقسيمات الإدارية
- باتانيس
- كاغايان
- ايزابلا
- نويفا فيزكايا
- كويرينو.